# ヴァンデルレイ・フェルナンデス・シルヴァ
デルレイこと、ヴァンデルレイ・フェルナンデス・シルヴァ（ポルトガル語: Vanderlei Fernandes Silva, 1975年7月14日 - ）は、ブラジル・サンベルナルド・ド・カンポ出身のサッカー選手。ポルト時代の愛称はNinja。
ポルトガルのトレス・グランデスすべてに所属した。

## 来歴
ブラジルのマドゥレイラやグアラニなどを経て、1999-2000シーズン途中にUDレイリアに移籍した。2001-02シーズンにはジョゼ・モウリーニョ監督の下で33試合21得点を記録した。2002年、モウリーニョが監督に就任したFCポルトに移籍した。
2003年5月21日、UEFAカップ決勝のセルティック戦で2得点を決め、マン・オブ・ザ・マッチに選出されると共に12得点で大会得点王に輝いた。2004年にはUEFAチャンピオンズリーグでも優勝した。ポルトでは他にリーグ優勝2回、カップ優勝1回、スーパーカップ優勝2回、インターコンチネンタルカップ優勝1回のタイトルを獲得した。
2005年1月、ディナモ・モスクワに移籍した。
2007年1月、ベンフィカに期限付き移籍した。同年6月、スポルティングCPに移籍したが、9月に左ひざを負傷し、2007-08シーズンは長期離脱した。
2010年に引退した。

## 所属クラブ
- 1994年 - 1997年  アメリカFC
- 1997年 - 1998年  グアラニ
- 1999年  マドゥレイラ
- 1999年 - 2002年  UDレイリア
- 2002年 - 2005年  FCポルト
- 2005年 - 2007年  ディナモ・モスクワ
  - 2007年  ベンフィカ（期限付き移籍）
- 2007年 - 2009年  スポルティングCP
- 2009年  ヴィトーリア
- 2010年  マドゥレイラ

## タイトル

### クラブ
ポルト
- プリメイラ・リーガ：2回
  - 2002-03, 2003-04
- タッサ・デ・ポルトガル：1回
  - 2002-03
- スーペルタッサ：2回
  - 2003, 2004
- UEFAチャンピオンズリーグ：1回
  - 2003-04
- UEFAカップ：1回
  - 2002-03
- インターコンチネンタルカップ：1回
  - 2004

スポルティングCP
- タッサ・デ・ポルトガル：1回
  - 2007-08
- スーペルタッサ：2回
  - 2007, 2008

### 個人
ポルト
- UEFAカップ得点王：1回
  - 2002-03